# Giro d'Italia de 1924
Giro d'Italia de 1924 foi a décima segunda edição da prova ciclística Giro d'Italia (Corsa Rosa), realizada entre os dias 10 de maio e 1 de junho de 1924.
A competição foi realizada em 12 etapas com um total de 3.613 km.
O vencedor foi o ciclista Giuseppe Enrici. Largaram 90 competidores cruzaram a linha de chegada 30 corredores.